# Приор-Велью
Приор-Велью (порт. Prior Velho) — район (фрегезия) в Португалии, входит в округ Лиссабон. Является составной частью муниципалитета Лореш. Находится в составе крупной городской агломерации Большой Лиссабон. По старому административному делению входил в провинцию Эштремадура. Входит в экономико-статистический субрегион Большой Лиссабон, который входит в Лиссабонский регион. Население составляет 7 163 человека на 2011 год. Занимает площадь 1,61 км².
Покровителем района считается Дева Мария (порт. Maria).

## История
Район основан в 1989 году.

## Демография
| Численность населения муниципалитета по годам | Численность населения муниципалитета по годам | Численность населения муниципалитета по годам |
| --------------------------------------------- | --------------------------------------------- | --------------------------------------------- |
| 1991                                          | 2001                                          | 2011                                          |
| 4 395                                         | 6 683                                         | 7 136                                         |